# ヤマザキビスケット
ヤマザキビスケット株式会社（英: YAMAZAKI-BISCUITS Co., Ltd.）は、東京都新宿区西新宿に本社を置く、日本の製菓会社。2016年9月1日にヤマザキナビスコ株式会社（英: YAMAZAKI-NABISCO Co., Ltd.）から社名変更した。

## 企業概観
1970年（昭和45年）に、製パン大手の山崎製パンとアメリカのビスケット類製造メーカーのナビスコ、穀物類を扱う商社の日綿實業（ニチメン〈現：双日〉の前身）の三者合弁による製菓メーカーとして設立された。なお、ナビスコとの資本関係は1988年に解消されている。
設立以来ナビスコブランドの製品を日本で製造販売することを主たる事業としており、設立翌年から発売を開始したクラッカー「リッツ」やチョコチップクッキー「チップスアホイ!」、1987年発売開始のクッキークリームサンド「オレオ」などの日本での製造販売元となっており、商標もナビスコの赤三角マークを使用していた。一方で、ナビスコとのライセンスに依らない独自製品として、成形ポテトチップス「チップスター」やコーンスナック「エアリアル」などの製造販売を行っており、2006年にヤマザキグループに加わった東ハトと共に、グループにおける製菓事業を担っている。またキャンディの生産も行っており、一部の商品は宇宙航空研究開発機構 (JAXA) の宇宙食にも認定されており、2010年9月にチリで発生したコピアポ鉱山落盤事故の際には、JAXAの呼びかけでキャンディー2点を提供したという。製造拠点は茨城県古河市の古河事業所の1箇所で、生産から研究開発までを行っている。
2016年（平成28年）2月12日、親会社である山崎製パンと、ナビスコブランドを所管するモンデリーズ・インターナショナルが、両者の間で締結されていたナビスコブランドのライセンス契約を同年8月31日をもって終了し、翌9月1日付で社名を「ヤマザキビスケット株式会社」に変更すると発表した。ナビスコブランドの「リッツ」「オレオ」「チップスアホイ!」と旧・クラフトフーヅからナビスコブランドに移管されていたクラッカーの「プレミアム」の同社での製造販売は2016年8月31日をもって終了となり（日本終売となる「チップスアホイ!」を除き、翌日からモンデリーズ・インターナショナルの日本法人であるモンデリーズ・ジャパンが海外生産品の輸入販売を開始）、チップスターなどナビスコとのライセンス契約に基づかない製品の製造販売のみ継続されることとなった。
2016年6月、社名の変更に伴う企業ロゴ、並びに新製品販売を発表した。ロゴマークは赤色の楕円の中に「YAMAZAKI BISCUITS COMPANY」の頭文字からなる「YBC」とし、シンプルな形状は、菓子の身近なイメージや、温かみ、楽しさを表現しており、「価値ある製品を提供すること」をテーマに、常に新しさを追求し続ける企業を目指し、お客様に誠実に安全・安心・高品質な製品づくりを心掛けることをモットーとしている。また「ルヴァン」「ルヴァンクラシカル」「YBCスタンドパック」「ハンディパック」「ミニシリーズ」などの新ブランドを立ち上げることとなった。なかでも、「ルヴァン」「ルヴァンクラシカル」のシリーズは、「世界最高品質を目指すクラッカー」の製造テーマを掲げ、親会社・山崎製パンでも使用されているルヴァン種と呼ばれる発酵種をビスケット類として世界初採用したものである。これらの製品はモンデリーズとのライセンス契約終了によりYBCブランドとしての海外展開も可能ではあるが、「（自社ブランドとしての）経験が全くないため、きちっとした計画や人員を整えていかなければならない」として、当面は国内でのブランド定着を優先させた上で検討するとしている。
広報活動としては、日本プロサッカーリーグ（Jリーグ）のリーグカップ戦（Jリーグカップ）の冠スポンサーを1992年の開始当初から一貫して務めていることで知られている。当初は『Jリーグヤマザキナビスコカップ』という名称で開催されており、2013年に「同一企業の協賛により最も長く開催されたプロサッカーリーグの大会（Longest sponsorship of a professional football competition）」としてギネス世界記録に認定されている。2016年（平成28年）9月1日付の社名変更にあわせ、同年6月21日にカップ戦の名称を『JリーグYBCルヴァンカップ』に変更して施行することを発表。新名称は同年8月31日に開催される2016年大会の準々決勝第1戦から適用されることになった。このほか、万座温泉スキー場で開催されていた「ヤマザキナビスコカップ スキー選手権大会」の協賛も行っていた。

## 事業所
本社
東京都新宿区西新宿一丁目26番2号 新宿野村ビルディング40階
工場・古河事業所
茨城県古河市丘里7番地

## 沿革
- 1970年（昭和45年）10月 - 山崎製パン、日綿實業（後のニチメン、現：双日）と米国ナビスコ社（現：モンデリーズ・インターナショナル）によってヤマザキナビスコ株式会社設立[2]。
- 1971年（昭和46年）2月 - 製品発売（リッツ、チップスアホイ、ラングドシャ、バタークッキー）。
- 1972年（昭和47年）2月 - 古河事業所西工場（茨城県）竣工。
- 1972年（昭和47年） - エントリー発売
- 1973年（昭和48年）
  - 6月 - レモンパック発売。
  - 9月 - 資本金16億円に増資。
- 1974年（昭和49年）5月 - 本社事務所が新宿住友ビルに移転。
- 1975年（昭和50年）10月 - 設立5周年、古河事業所東工場竣工。
- 1976年（昭和51年）1月 - チップスター発売。
- 1976年（昭和51年）6月 - ピコラ発売。
- 1979年（昭和54年）8月 - 本社事務所が新宿野村ビルディングに移転。
- 1980年（昭和55年）10月 - 設立10周年。
- 1981年（昭和56年）7月 - 米国ナビスコ社がスタンダードブランズ社と合併、社名をナビスコブランズ社とする。
- 1982年（昭和57年）5月 - プチコーン発売。
- 1985年（昭和60年）9月 - ポテトチップ発売。
- 1985年（昭和60年）9月 - ナビスコブランズ社がR.Jレイノルズ社と合併、社名をRJRナビスコ社とする。
- 1985年（昭和60年）10月 - 設立15周年。
- 1987年（昭和62年）8月 - オレオ発売。
- 1988年（昭和63年）7月 - R.J.Rナビスコ社が保有していた株式を山崎製パンとニチメンが買い取り、ナビスコとの資本関係が無くなる（ライセンス契約は継続）。
- 1990年（平成2年）10月 - 設立20周年。
- 1991年（平成3年）1月 - クラッカープレミアム発売。
- 1992年（平成4年）9月 - Jリーグヤマザキナビスコカップがスタート。
- 1992年（平成4年）10月 - チップスター丸筒を全面紙製化するとともに自社生産に切り変える。
- 1994年（平成6年）10月 - オレオチョコレートパイ発売。
- 1995年（平成7年）10月 - 設立25周年。
- 1996年（平成8年）1月 - リッツチーズサンド発売。
- 1998年（平成10年）1月 - ビッツサンド発売。
- 2000年（平成12年）9月 - チップスター（Lサイズ）リニューアル、金のチップスターシリーズ発売。
- 2000年（平成12年）10月 - 設立30周年。
- 2001年（平成13年）11月 - チップスターSサイズを丸筒タイプにリニューアル。
- 2004年（平成16年）4月 - 第2位株主のニチメンが日商岩井と合併、社名を双日とする。
- 2005年（平成17年）4月 - アイスボックス製法によるピーカンレーズンクッキー、バタークッキー、チョコチップクッキー発売。
- 2005年（平成17年）10月 - 設立35周年。
- 2007年（平成19年）2月 - コーンチップ発売。
- 2009年（平成21年）8月 - エアリアル発売。
- 2010年（平成22年）10月 - 設立40周年。
- 2013年（平成25年）3月 - Jリーグ・ヤマザキナビスコカップが「同一スポンサーによる世界最長のカップ戦」としてギネス世界記録に認定。
- 2015年（平成27年）8月 - スリムサンド発売。
- 2015年（平成27年）10月 - 設立45周年。

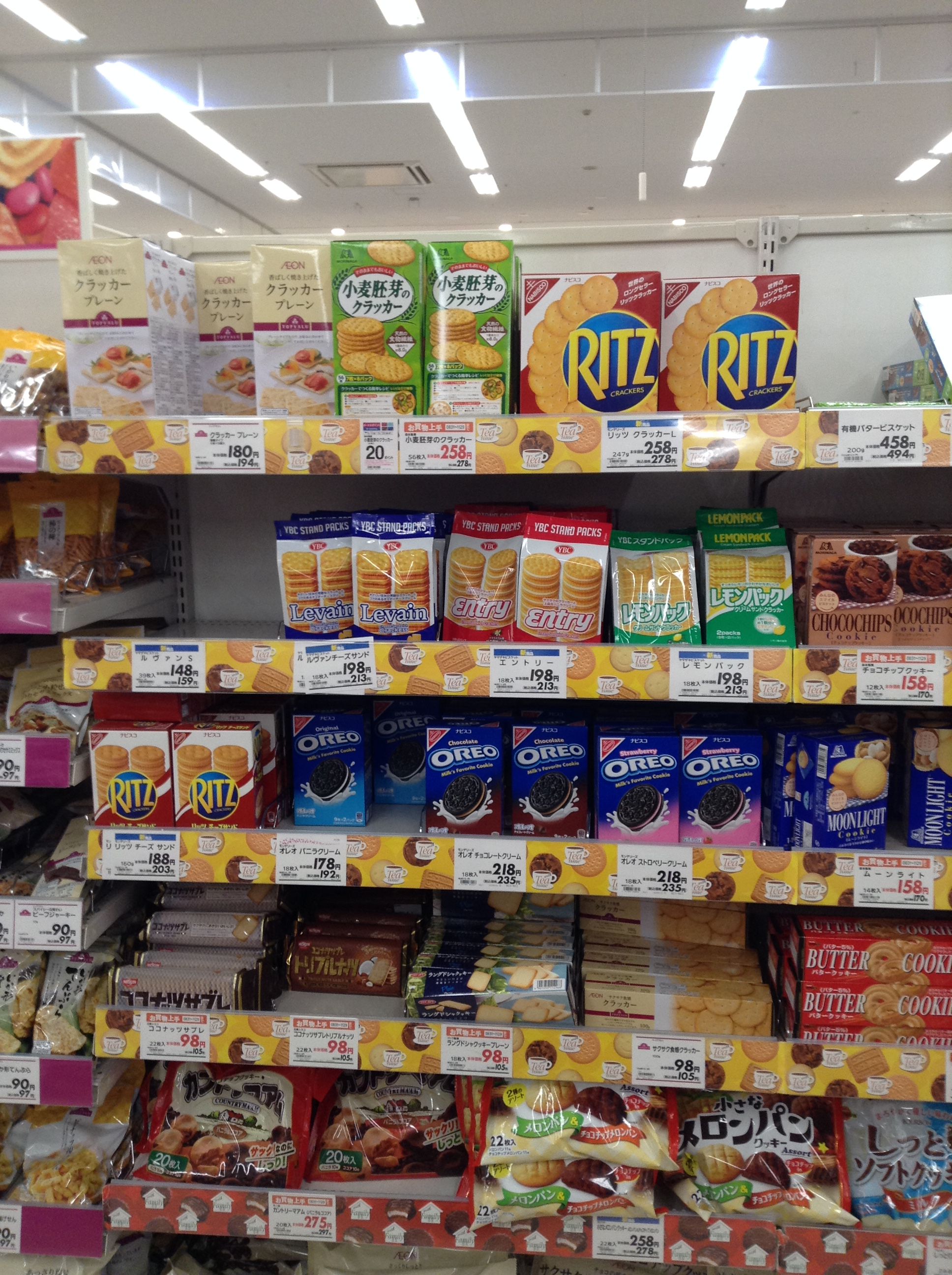
2016年9月当時の日本のスーパーマーケットの菓子売り場（リッツ・オレオはモンデリーズ社製のもの）

- 2016年（平成28年）6月 - Jリーグ リーグカップ戦大会名称「JリーグYBCルヴァンカップ」に変更。

- 2016年（平成28年）9月1日 - ライセンス契約の終了に伴い、社名をヤマザキビスケットに変更。同時にオレオ、リッツ、プレミアム、チップスアホイ!の製造を終了[3]。リッツ、プレミアムの後継商品「ルヴァン」「ルヴァンクラシカル」「ルヴァンクラシカル ノントッピングソルト」発売。
- 2017年（平成29年）12月4日 - 旧ナビスコライセンス商品の類似製品の製造販売に対する制限解除[12]に伴い、「ノアール」「ルヴァンプライムスナック」発売。「ルヴァンクラシカル」リニューアル。
- 2020年（令和2年）10月 - 設立50周年。

## 製品

### 現在
ラインナップはヤマザキビスケット公式サイトの分類による。

#### クラッカー
- ルヴァン - 2016年9月発売。「リッツ」の後継製品。2017年1月には保存缶L（104枚入り）を追加発売した。
- ルヴァンクラシカル - 2016年9月発売。「プレミアム」の後継製品。掛塩無しの「ノントッピングソルト」も設定されている。
- ルヴァンプライム - 2017年12月発売。
- ルヴァン全粒粉クラッカー - 2022年3月7日発売。小麦全粒粉を使用したクラッカー。油分と塩分はルヴァンプライムに比べ25％低減。

#### ビスケット
便宜上、一部のブランド名の括弧内にラインナップされているシリーズを明記（SP: YBCスタンドパックシリーズ、MN: ミニシリーズ、HP: ハンディパック、SW: スイートシリーズ）
- ルヴァン チーズサンド（SP、MN、HP） - 2016年9月発売。「リッツ チーズサンド」の後継製品。[注 4]
- ルヴァン カスタードサンド（SP）[注 4] - 2017年3月発売
- ノアール（SP、MN） - 2017年12月発売。「オレオ」の後継製品。
- エントリー（SP, SW）[注 4]
- レモンパック（SP、MN、HP）[注 4]
- ブランサンドカカオ（SP） - 2017年9月発売
- バタークッキー（SW）
- ラングドシャ（SW）
- スリムサンド
- ピコラ
- 贅沢クッキー - 2017年3月発売

#### チョコレート
- フィアンティーヌショコラ - 2017年2月発売。一旦終売後、同年9月にリニューアルの上、再発売。

#### スナック菓子
- チップスター
- チップスターS
- エアリアル
- プチコーン
- アツギリ贅沢ポテト - 2016年10月発売。一旦終売後、2017年8月にリニューアルの上、再発売。

#### ギフトセット
- タンティーヌ
- フラーデ
- デリート
- アマンリーフ
- ピコラ

### 過去
☆マークの銘柄は、モンデリーズ（クラフト）社とのライセンス契約による製品。これらの製品は2016年9月1日のライセンス契約満了に伴いヤマザキナビスコでの製造・販売が終了し、モンデリーズ・ジャパンに販売権を移譲（YBCブランドで販売継続される「チップスター」などの独自製品と、同時に日本終売の「チップスアホイ!」を除く）。◇マークの銘柄はYBCブランド移行後に発売し、終売となった製品。

#### クラッカー
- ☆リッツ (Ritz)
  - ☆リッツ保存缶S、Lサイズ
- ☆プレミアム
- ☆プレミアムミニサンド
- ☆プレミアムクラッカー
- ◇ベジル
- ポテトクラッカー

#### パイ
- おいものパイ
- りんごのパイ

#### ビスケット・クッキー・ウエハース・チョコレート
- ☆オレオ（現在のYBCスタンドパック、ハンディパックに相当するパッケージであった）　オレオ
- ☆オレオチョコレートパイ
- ☆オレオムースチョコサンド
- ☆オレオチョコレートクランチバー
- ☆オレオソフトクッキー
- ☆オレオスティック
- ☆オレオグリーンティチョコレート
- ☆オレオチョコレートバーミニ
- ☆オレオチョコレートクリーム
- ☆オレオチョコスナック
- ☆オレオハンディパック

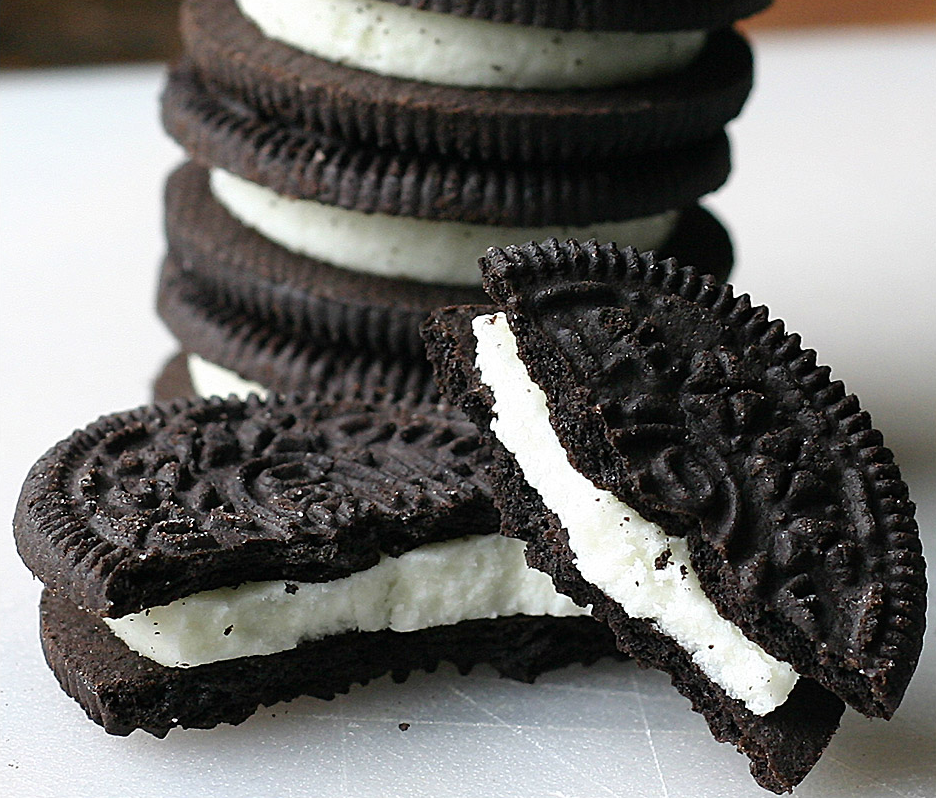
オレオ

- ☆チップスアホイ!（現在のスイートシリーズであった。）
- Jスティッククッキー
- Jリーグパック
- エクセレントクッキーシリーズ
- ホワイトクリームサンド
- ビッツサンドシリーズ　現在のミニシリーズ
- 100キロカロリーパックシリーズ　現在のミニシリーズ
- クレファー!
- クレパーラ
- ソファード
- ベイクハウス
- プリオーネ
- クルレ
- ソフレア
- パルフェ
- 黒糖クリーム・サンドクッキー
- エステート
- ピュアレ
- チーズクリーム・サンドクラッカー
- カカオ&アーモンド・ナッツクッキー
- トピアンウェハース
- レディフル・リーフパイチョコレート
- ザウルスパーク
- ベイクハウス
- ショコラクッキー
- バタークッキー
- さくころんきなこ
- レモンスナック
- ザクチョコスナック
- スナッククラッカー
- デザートショコラ
- ウエハース
- ◇フワッフィー
- ◇抹茶サンド - 「YBCスタンドパック」・「ハンディパック」・「ミニシリーズ」の3形態で発売されていた。
- ◇ショコライロ
- ◇デコールドルチェ
- 小さなチョコトルテ

#### スナック菓子
- レオチップ
- ポテトチップ
- スペイン亭
- こんがりチップ
- WAVY
- チオサンチョ
- Selection
- のりしお
- ウェイビー
- セレクション
- 金のチップスター
- チップスターVEGETABLE
- チップスターミニ
- チップスターチーズオニオン
- チップスターチリホットバーベキュー
- チップスターホワイトチーズ
- チップスターホワイトソース
- チップスタースパイシーチリ
- チップスターガーリック
- チップスタータンドリーチキン
- チップスターバーベキュー
- チップスタージャーマンポテト
- 野菜のチップスター
- コーンティガ
- TABASCOフライドポテト
- スナック国際線
- 直火焼スナック
- レイヤーチップ
- コーンチップ
- POTATO Crisps
- ポテトチップス - ヤマザキビスケット移行後はデイリーヤマザキ、およびホーマックニコット（一部店舗のみ）向けのプライベートブランド「良味100選」シリーズの商品（いわゆるOEM向け）として現在も継続製造中。
- そのまんまポテト
- Newそのまんまポテト
- ポテトクリスプ
- ポテトスティック
- ポテリシャス
- ポテライト
- 黒米ちっぷす
- じゃがっふる
- 味ないかスナック
- 味わい豆スナック
- 味わい海苔スナック
- 豆乳&チーズ味
- チーズトップクラッカー
- ジョイピック
- えびの鬼殻焼
- ひよこ豆のスナック
- アツギリSTICKS
- チーズフィーネ
- ミネストローネ
- プチピザ
- ピリッと
- キムチ&チーズ味
- ◇クックロール

#### キャンディー
- 黒飴
- いちご牛乳
- ミントミントキャンディー
- フレッシュフルーツ
- アメリカンチェリー
- 北海道バターキャンディー
- デュオロップ
- プラリーネinバタースカッチ
- シロップのど飴
- フルーツオ・レ
- カフェオ・レ

#### ギフト
- ベイクハウスアソート

他、多数。

## CM出演者

### 現在
- 広瀬アリス - ノアール（2019年3月 - ）、エアリアル（2019年10月 - ）
- Hey! Say! JUMP - ルヴァンクラシカル・ルヴァンプライム・ルヴァン全粒粉クラッカー（2022年3月18日 - ）
- 橋本環奈 - チップスター（2024年8月22日 - ）

### 過去
- 加山雄三 - リッツ、プレミアム
- 長澤まさみ - ジャムクレープクッキー
- 宮崎あおい - ピコラ、ビッツサンド、オレオ
- 堺正章 - ピコラ
- サザンオールスターズ - チップスター
- 北大路欣也 - リッツ
- 成海璃子 - オレオ
- 佐藤藍子 - チップスター
- 黒澤優 - チップスター
- 後藤久美子 - オレオ、チップスター
- 大原麗子 - チップスター
- 斉藤由貴 - ピコラ
- 島崎和歌子 - リッツ
- 井出薫 - プチコーン、オレオ
- 上原美佐 - コーンチップ
- 大後寿々花 - ビッツサンド、エアリアル
- あおい輝彦
- 葵わかな - ビッツサンド、エアリアル
- 須藤温子 - オレオ、ビッツサンド
- 細川愛実（現：橋本マナミ） - ビッツサンド[16]
- 中山美穂・宮野陽名 - ノアール
- 沢口靖子 - リッツ→ルヴァン・ルヴァンクラシカル、ルヴァンプライムスナック
- 木村佳乃 - チップスター※以前はナビスコサンドシリーズ、オレオのCMにも出演。
- 吉本実憂 - オレオ、エアリアル→YBCスタンドパックシリーズ
- 宮本笑里 - コーンチップ、プレミアムクラッカー

2016年9月には、沢口・木村・吉本・宮本の4人が共演する社名変更に伴う企業CM「4人でお知らせ」篇が放映された。
- スーパーマリオシリーズ - チップスター

## 提供番組
☆は60秒提供。★は提供クレジットカラー表示。

### 現在
- フジテレビ系列
  - ネプリーグ（2017年10月 - 2020年3月まで☆、2020年4月より各社[注 5]）
- 毎日放送制作TBS系列
  - プレバト!!（2022年4月 - ）[注 6]

### 過去
- 日本テレビ系列
  - ズームイン!!朝!
- TBS系列
  - 渡る世間は鬼ばかり（第8シリーズ）（2008年10月 - 2009年3月）☆★
  - 水曜ドラマスペシャル（ - 1987年9月）☆
  - 月曜9時ドラマ (TBS)（1987年10月5日 - 1989年9月18日）☆
  - 月曜ドラマスペシャル☆★（1989年10月2日 - 2001年3月19日）
  - 月曜ミステリー劇場☆★（2001年4月2日 - 2006年3月20日）
  - 月曜ゴールデン☆★（2006年4月3日 - 2016年3月28日）
  - 月曜名作劇場☆★（2016年4月11日 - 2019年3月25日）
  - メイドインジャパン!☆★（2019年4月15日 - 2020年3月23日）
  - アイ・アム・冒険少年☆★（2020年5月25日 - 2020年9月28日、現在はSOMPOひまわり生命に交代）
  - JNN報道特集
  - 水曜劇場（第2期）
  - さんまのSUPERからくりTV
  - Goro's Barプレゼンツ マイフェアレディ
  - 突撃HOTスタジオ!
  - ぴったんこカン・カン
  - Nスタ★（ - 2022年3月）※水曜・木曜17:50 - 18:15
  - ザ・ベストワン★（ - 2022年3月）
  - ニンゲン観察バラエティ モニタリング（2022年4月 - 2023年3月）※21時台
- フジテレビ系列
  - 平岩弓枝ドラマシリーズ
  - 月曜ドラマランド
  - 金曜（木曜）20時枠
    - 金曜おもしろバラエティ
    - 金曜ファミリーランド→木曜ファミリーランド
    - 生さんま みんなでイイ気持ち!
    - 金曜超テレビ宣言!
    - 将太の寿司
    - 金曜メガTV

  - 水曜21時枠
    - 水曜劇場☆（1997年4月 - 2003年6月）
    - トリビアの泉☆（2003年7月 - 2006年9月）
    - ザ・ベストハウス123（2006年11月 - 2009年3月）☆

  - 金曜プレステージ（2009年4月 - ）☆
  - とんねるずのみなさんのおかげでした☆
  - 蹴旅〜サカたび〜☆
  - とくダネ!※火曜・木曜[注 7]
  - めざまし8※火曜8時台後半〜9時台前半
- 関西テレビ
  - くらべる!世界なんでも勢力図